# 桂まん我
桂 まん我（かつら まんが、1971年12月2日 - ）は、日本の落語家（上方噺家）。本名は永原 淳（ながはらじゅん）。所属事務所は米朝事務所。
兵庫県神戸市出身。

## 人物
金沢大学工学部在学中は落語研究会に所属。卒業後、1999年1月1日に4代目桂文我に入門。同年5月に初舞台。桂吉朝、桂米左が復活させた「錦影絵」を、桂吉坊とともに継承、普及活動に尽力している。
「お笑いまん我道場」と題して、東京、名古屋、大阪、金沢で独演会を開催している。
風貌が歌舞伎役者の6代目中村勘九郎に似ている。
両親が鳥取県若桜町の出身という関係で､同県関西本部で実施している各種PRイベントにおいて積極的に協力しており、2012年には「とっとりふるさと大使｣に任命された｡

## 出演番組
- KBS京都ラジオ「桂塩鯛のサークルタウン」（土曜日 8:30 - 11:55）
- MBSラジオ「サンデーライブ ゴエでSHOW!」（2021年8月1日「桂二葉の日曜、何しよう?」リポーター代理）

## 受賞歴
- 2006年 「文化庁芸術祭」 演芸部門新人賞
- 2008年 「咲くやこの花賞」
- 2011年 「平成23年度NHK新人演芸大賞」落語部門大賞